# Rui Resende
José Pereira Rezende Filho (Araguari, 18 de novembro de 1938) é um ator brasileiro. Também creditado como Ruy Rezende ou Rui Rezende.
Fez inúmeros personagens no cinema e na TV. Mas, com certeza, um dos mais marcantes foi o professor Astromar Junqueira, um lobisomem, na antológica novela Roque Santeiro (1985) de Dias Gomes e de Aguinaldo Silva.
Outros personagens de sucesso na carreira de Rui Resende foram o Bob Lamb de A História de Ana Raio e Zé Trovão, produzida pela Rede Manchete em 1990 e reprisada pelo SBT em 2010/2011 e Menandro Olinda da minissérie Incidente em Antares produzida pela Rede Globo em 1994. Reside atualmente no Retiro dos Artistas, em Jacarepaguá.

## Carreira

### No cinema
| Ano  | Título                           | Papel                                 |
| ---- | -------------------------------- | ------------------------------------- |
| 2014 | O Segredo dos Diamantes          | Silvério                              |
| 2012 | E a vida continua                | Desidério Serpa (Dedé)                |
| 2010 | Garcia                           | Lobo                                  |
| 2008 | Encarnação do Demônio            | Bruno                                 |
| 2007 | O Homem que Desafiou o Diabo     | Sesyom                                |
| 2007 | A Grande Família - O Filme       | porteiro do clube                     |
| 2006 | Noel - Poeta da Vila             | Manuel de Medeiros Rosa (pai de Noel) |
| 2006 | O Veneno da Madrugada            | Dentista                              |
| 2005 | O Amigo Dunor                    | Homem no banheiro                     |
| 2005 | Hoje Tem Felicidade              | Rui Alencastro                        |
| 2003 | Narradores de Javé               | Vado                                  |
| 1999 | Tiradentes                       | Malheiros                             |
| 1998 | Amor & Cia                       | Alves                                 |
| 1998 | Menino Maluquinho 2 - A Aventura | Zé                                    |
| 1989 | Kuarup                           | Hosana                                |
| 1988 | Fábula de la bella Palomera      | Tipógrafo                             |
| 1988 | Moon over Parador                | homem na praia                        |
| 1988 | Fogo e Paixão                    | Passageiro                            |
| 1983 | A Difícil Viagem                 | Cabo                                  |
| 1982 | Insônia                          | —                                     |
| 1981 | A Gostosa da Gafieira            | Ruy                                   |
| 1978 | O Escolhido de Iemanjá           | Delegado Malta                        |
| 1977 | O Desconhecido                   | Miguel                                |
| 1977 | Barra Pesada                     | Tainha                                |
| 1976 | Dona Flor e Seus Dois Maridos    | Cazuza                                |
| 1976 | O Pistoleiro                     | Fala Fina                             |
| 1975 | O Casal                          | Melquíades                            |
| 1975 | Motel                            | —                                     |
| 1972 | O Jogo da Vida e da Morte        | Reinaldo                              |

### Na televisão
| Ano  | Título                             | Personagem                          | Notas                                                |
| ---- | ---------------------------------- | ----------------------------------- | ---------------------------------------------------- |
| 2022 | Bom Dia, Verônica                  | Seu Tomé                            | Episódio: "Lobo em pele de cordeiro"                 |
| 2021 | Um Lugar ao Sol                    | Napoleão Bernardino da Costa (Naná) | Episódios: "14–21 de dezembro"                       |
| 2014 | O Caçador                          | Ivan Martins do Santos              | Episódio: "Pai Herói"                                |
| 2014 | Psi                                | Milton                              | Episódio: "Acreditar no Além"                        |
| 2013 | Aventuras do Didi                  | São Pedro                           | Episódio: "13 de janeiro"                            |
| 2012 | Preamar                            | Nonato                              |                                                      |
| 2011 | A Grande Família                   | Libório                             | Episódio: "Vide Bula"                                |
| 2011 | Zorra Total                        | Homem no Metrô Zorra Brasil         |                                                      |
| 2008 | Casos e Acasos                     | Luiz                                | Episódio: "A volta, a cena e as férias"              |
| 2008 | A Favorita                         | Pereira                             |                                                      |
| 2006 | Bang Bang                          | Jack Label                          |                                                      |
| 2006 | Linha Direta                       | Maciel Felizardo                    | Episódio: "O Incêndio do Gran Circo Norte-Americano" |
| 2005 | A Grande Família                   | Fonseca                             | Episódio: "Seu Popozão Vale Um Milhão"               |
| 2004 | Sob Nova Direção                   | Adamastor                           | Episódio: "O Casamento do Meu Melhor Inimigo"        |
| 2004 | Carga Pesada                       | Zé Carreteiro                       | Episódio: "A Gente Chega Lá"                         |
| 2004 | Um Só Coração                      | Blaise Cendrars                     |                                                      |
| 2000 | Aquarela do Brasil                 | Gastão                              |                                                      |
| 1999 | Você Decide                        | Plínio                              | Episódios: "Numa Sexta-Feira 13: Parte 1 e 2"        |
| 1998 | Meu Bem Querer                     | Elias                               |                                                      |
| 1998 | Mulher                             | Pastor César                        | Episódio: "O Néctar da Vida"                         |
| 1996 | Caça Talentos                      | Júpiter da Silva                    |                                                      |
| 1994 | Incidente em Antares               | Menandro Olinda                     |                                                      |
| 1994 | Memorial de Maria Moura            | Damião                              |                                                      |
| 1993 | Você Decide                        | —                                   | Episódio: "Chofer de Táxi"                           |
| 1992 | As Noivas de Copacabana            | Matador                             |                                                      |
| 1990 | A História de Ana Raio e Zé Trovão | Bob Lamb (Roberto)                  |                                                      |
| 1990 | O Canto das Sereias                | Polifemo                            |                                                      |
| 1990 | Escrava Anastácia                  | Bexiga                              |                                                      |
| 1990 | Fronteiras do Desconhecido         | Clarence Hurt                       | Episódio: "Inimigos Públicos"                        |
| 1989 | Kananga do Japão                   | Jorge                               |                                                      |
| 1988 | Olho por Olho                      | Eládio                              |                                                      |
| 1987 | Expresso Brasil                    | Professor Astromar Junqueira        |                                                      |
| 1986 | Hipertensão                        | Vítor Assunção                      |                                                      |
| 1985 | Roque Santeiro                     | Professor Astromar Junqueira        |                                                      |
| 1983 | Voltei pra Você                    | Curió                               |                                                      |
| 1983 | Bandidos da Falange                | Lídio, o Mendigo                    |                                                      |
| 1983 | Parabéns pra Você                  | Paixão                              |                                                      |
| 1982 | Paraíso                            | Vadinho                             |                                                      |
| 1981 | Obrigado, Doutor                   | Seu Guma                            | Episódio: "A Santa e a Vaca"                         |
| 1980 | Chega Mais                         | Zico                                |                                                      |
| 1979 | Sítio do Picapau Amarelo           | Bicho Manjaléu                      | Episódio: "Quem Quiser Que Conte"                    |
| 1979 | Carga Pesada                       | Romualdo, o cego                    | Episódio: "A Explosão"                               |
| 1978 | Sinal de Alerta                    | Fumaça                              |                                                      |
| 1978 | Ciranda, Cirandinha                | Motorista de táxi                   |                                                      |
| 1978 | O Pulo do Gato                     | Olegário                            |                                                      |
| 1976 | O Casarão                          | Abelardo                            |                                                      |
| 1975 | Cuca Legal                         | Albano                              | [ 3 ]                                                |
| 1974 | O Espigão                          | Dico                                |                                                      |
| 1970 | Simplesmente Maria                 | Marcos                              |                                                      |
| 1970 | A Gordinha                         | Zequiel                             |                                                      |
| 1969 | João Juca Jr.                      | —                                   |                                                      |
| 1968 | Beto Rockfeller                    | Saldanha                            |                                                      |
| 1968 | Os Tigres                          | —                                   |                                                      |
| 1967 | Angústia de Amar                   | Chester                             |                                                      |
| 1967 | O Tempo e o Vento                  | —                                   |                                                      |
| 1967 | Meu Filho, Minha Vida              | Mr. Simons                          |                                                      |
| 1966 | Somos Todos Irmãos                 | Levy                                |                                                      |
| 1966 | O Anjo e o Vagabundo               | Jacaré                              |                                                      |

### Teatro[4]
- 2016 - Paixão Segundo Nelson
- 2002 - Réveillon
- 1990 - O Homem Elefante
- 1987 - Ensaio Nº 4: Os Possessos
- 1985 - Este Mundo É um Hospício
- 1982 - O Suicídio
- 1979 - Nadim Nadinha Contra o Rei de Fuleiró
- 1979 - Fando e Lis
- 1978 - A Fila
- 1978 - Balaio de Gatos
- 1977 - Fora de Jogo
- 1977 - Um Santo Homem
- 1976 - A Mulher Integral
- 1976 - Canção de Fogo
- 1974 - Tiro e Queda
- 1973 - Sócrates
- 1970 - O Divino Imaculado
- 1970 - O Macaco da Vizinha
- 1969 - Os Gigantes da Montanha
- 1968 - Frankenstein
- 1968 - A Cozinha
- 1967 - O Estranho Casal

### Outros
- Série Mãos a Obra Séria produzida pela ABCP mostrando o passo-a-passo para edificar uma residência